# NGC 2359
NGC 2359, auch bekannt als Entennebel und Thors Helm, ist ein Wolf-Rayet-Ringnebel (eine spezielle Art von Emissionsnebel) im Sternbild Großer Hund südlich des Himmelsäquators. NGC 2359 hat eine scheinbare Helligkeit von +11,45 mag und eine Winkelausdehnung von 9′ × 6′. Er ist rund 15.500 Lichtjahre vom Sonnensystem entfernt und hat einen Durchmesser von etwa 20 Lichtjahren. Er dehnt sich mit 26 Kilometern pro Sekunde aus. Die Masse der Blase wird auf 70 bis 140 Sonnenmassen geschätzt.
Dieser Emissionsnebel wird im Gegensatz zu den meisten anderen nicht durch O-Sterne (wie z. B. der Orionnebel) oder weiße Zwerge (wie  die planetarischen Nebel) zum Leuchten angeregt, sondern durch einen Wolf-Rayet-Stern: HD 56925 (WR 7, HIP 35378). Dieser 11,4 mag helle Stern befindet sich etwas westlich des Zentrums der Blase und hat eine Effektivtemperatur von ca. 50.000 ° Celsius. Der Stern baut einen enormen Strahlungsdruck auf, der die äußeren Hüllen in den interstellaren Raum bläst. Die im Lauf der Zeit ausgestoßene und nach außen getriebene Materie formt eine Blase, welche die Stoßfront des Auswurfs markiert.
Spektralanalysen lassen vermuten, dass der blasenförmige Nebel vermutlich aus einem Gemisch besteht aus Material, das der zentrale Wolf-Rayet-Stern bei einem früheren Auswurf verloren hat, und aus dem umgebenden interstellaren Medium, das durch die Interaktion mit seinem starken Sternwind verwirbelt, verdichtet und ionisiert wird.
Entdeckt wurde das Objekt am 31. Januar 1785 vom deutsch-britischen Astronomen William Herschel. Das Objekt wurde im Jahre 1877 vom deutschen Astronomen Wilhelm Tempel als NGC 2361 katalogisiert, welches ein Teil des Nebels beschreibt.